# Aroma-Zone
 (août 2020).
Les informations dans cet article sont mal organisées, redondantes, ou il existe des sections bien trop longues. Structurez-le ou soumettez des propositions en page de discussion.
Avec le temps, il arrive que le contenu présent dans un article devienne désordonné. Il est souvent nécessaire de réorganiser l'article de fond en comble.
- Il faut tout d’abord répartir le contenu de l'article en plusieurs sections. Les informations doivent ensuite être exposées clairement et le plus synthétiquement possible, regroupées par sujet afin d'éviter les doublons. Quelqu'un cherchant une information précise doit pouvoir la trouver rapidement en lisant la section appropriée.
- À l'intérieur de chaque section, le texte, souvent initialement sous la forme de phrases éparses, doit être regroupé dans des paragraphes de quelques lignes, en assurant un enchaînement logique et une cohérence entre les phrases.
- Lorsque l'article ou l'une de ses sections développe trop longuement un point qui n'est pas dans le cœur du sujet traité, il convient de faire une synthèse et de transférer l'ancien contenu dans des articles plus appropriés (en cas de transfert, il faut impérativement respecter la procédure Aide:Scission).

Si vous pensez que ces points ont été résolus, vous pouvez retirer ce bandeau et améliorer le plan d'un autre article.
Aroma-Zone est une entreprise spécialisée dans la commercialisation d'ingrédients naturels (huiles essentielles, huiles végétales, etc.) pour la réalisation de cosmétiques et produits d'hygiènes en Do it yourself. L'entreprise est fondée à Clermont-Ferrand en 2000 par Pierre, Anne-Cécile et Valérie Vausselin. Elle est exploitée par la société Hyteck et compte près de 100 salariées.

## Historique
Le concept autour d’Aroma-Zone est créé en 1999 par Pierre Vausselin, chimiste, et deux de ses filles, Anne et Valérie Vausselin. La société est lancée en 2000. Au début, le site Internet ne fait que présenter des informations sur les huiles essentielles, mais il propose très rapidement des produits à la vente sous la pression de producteurs qui les contactent.
En 2005, Anne-Cécile Vausselin, formée en formulation des cosmétiques chez L’Oréal, a l’idée de proposer aux clients des recettes simples pour confectionner des soins avec les ingrédients disponibles sur le site Internet d’Aroma-Zone. Elle expérimente le modèle en proposant une recette de Cérat de Galien, une crème de beauté ancestrale à la texture cireuse et grasse : « On ouvrait le dimanche en même temps que le marché et le soir, on proposait quelques ateliers ».
Face à l’engouement rencontré par cette expérience, la marque propose sur son site Internet d’autres ingrédients techniques : des bases neutres, des gels, des crèmes, des émulsifiants et complète sa gamme avec des actifs spécifiques comme le Co-enzyme Q10. Pour enrichir son offre, Aroma-Zone se met également à commercialiser des contenants et ustensiles : pots, tubes et autres flacons pompes. En somme, tout pour faire soi-même des cosmétiques naturels et personnalisés selon le besoin des clients. L’entreprise devient le précurseur du « Do it yourself » (dit aussi le « à faire soi-même » ou « fait-maison »).
En 2021, l'entreprise propose quelque 3 000 recettes à faire soi-même et revendique un million de clients,.
Fin avril 2021, un accord est signé pour qu'Eurazeo puisse investir plus de 410 millions d'euros dans Aroma-Zone, devenant ainsi un des partenaires références de l'entreprise. La famille Vausselin reste un actionnaire significatif. 
En novembre 2021, Sabrina Herlory Rouget, auparavant directrice générale de MAC Cosmetics France, prend les rênes d'Aroma-Zone et devient la nouvelle PDG de l'entreprise. Elle succède à Valérie Vausselin (directrice générale depuis 2005) et Anne-Cécile Vausselin (présidente depuis 2015), qui quittent toutes deux Aroma-Zone. 

## Activités
L'entreprise propose une gamme élargie d'ingrédients et d'ustensiles pour réaliser des recettes décrites sur son site Internet et dans ses ouvrages, notamment Le grand guide de l'aromathérapie et des soins beauté naturels publié en 2016. L'ouvrage publié en collaboration avec Aude Maillard, docteure en pharmacie, sert d'outil de vente (consultable gratuitement en boutique) et de caution scientifique aux recettes proposées.
75 % du chiffre d'affaires de l'entreprise est réalisé à travers son site Internet. Les 25 % restants sont réalisés à travers ses points de vente physiques :
- 2014 : après avoir ouvert et fermé deux boutiques de petite taille à Paris pour tester son modèle (rue Mouffetard puis boulevard Saint-Germain), une boutique-spa de 500 m² est inaugurée rue de l’École de médecine dans le 6e arrondissement de Paris[10]. Cette boutique sera unique en son genre avec des ateliers cosmétiques-maison et un spa. Comme le remarque Challenges, « l’affluence au sein de ce magasin est semblable à celle d’un samedi de soldes dans un grand magasin. […] Munis d’une recette imprimée sur Internet ou d’un des livres publiés par la marque, les clients se bousculent à la recherche des produits nécessaires à leur shampooing ou leur savon »[11]. La boutique voit défiler plus de 2 000 visiteurs par jour. Et Aroma-Zone compte plus d’un million de clients dans ses bases de données, à travers son système de fidélisation.
- 2017 : une deuxième boutique ouvre boulevard Haussmann. Ce magasin met en valeur un espace pédagogique pour guider les novices parmi les 1 800 références que la marque propose et d’un espace consacré aux ateliers[12].
- 2018 : la marque ouvre une seconde enseigne parisienne et initie son développement en régions avec une première adresse au Grand Hôtel-Dieu de Lyon[13],[14].
- 2019 : l'entreprise signe un partenariat avec Printemps pour ouvrir trois points de vente dans trois villes (Metz, Strasbourg et Lille) afin de sécuriser des emplacements de marque dans les centres de villes de provinces. Il ne s’agit pas de corners, mais d'espaces de 300m2 à 350m2. Pour Anne-Cécile Vausselin c'est l'occasion d'y installer un « nouvel espace de vente en vrac » ainsi que des espaces « pour faire des ateliers comme dans nos boutiques physiques »[15].
- 2020 : un quatrième magasin de 700 m² est inauguré à Aix-en-Provence[16]. Il s'agit du quatrième point de vente ouvert en France pour Aroma-Zone qui maintient tous ses investissements et recrute de nouveaux employés malgré un contexte économique difficile en France avec la crise liée au Covid-19[17]. D'ailleurs, durant le confinement, l'entreprise a doublé ses ventes en ligne, mais n'a pas pu amortir l'effet de la fermeture de ses boutiques avec une baisse de l'activité de 30 %[18],[19].

L'entreprise se développe en s'appuyant un réseau d'influenceuses accessibles, « pas encore stars ».

## Critiques
Aroma-Zone est accusée de faire subir une forte pression à ses fournisseurs et producteurs pour comprimer ses prix. L'association belge Slow Cosmetics, qui prône « une nouvelle cosmétique intelligente, raisonnée, écologique et humaine » a d'ailleurs refusé de donner son label à Aroma-Zone. Pour le président de cette association « Il n’y a rien à dire sur la qualité et la provenance de leurs produits, mais ils sont réputés être très durs en négociation avec les producteurs ». La maîtrise du prix des ingrédients est l'une des clés du modèle de la marque. En 2017, Anne Vausselin déclarait : « Nous connaissons une croissance entre 15 % et 20 % par an. Nos clients veulent à la fois maîtriser la composition de leurs produits, et aussi leurs coûts ». Cette compression des coûts que subit le producteur permet à la marque de proposer des recettes jusqu’à 10 fois moins cher qu’un produit conventionnel. Par ailleurs, Slow Cosmetics critique le nombre trop élevé d'ingrédients dans les recettes Aroma-Zone à faire soi-même et qui poussent le client à surconsommer.
Depuis 2017, la Fédération des Entreprises de Beauté fait campagne pour sensibiliser aux bonnes pratiques pour les cosmétiques faits maison. Contrairement aux entreprises de cosmétiques conventionnelles, les entreprises de ce secteur n'ont pas de contraintes règlementaires fortes,. Elles ont juste le devoir d’enregistrer leurs formules sur le portail européen Portail de notification des produits cosmétiques. Pour cette fédération, le point d’attention majeur reste de sensibiliser le grand public à la vérification de l’origine des ingrédients, information pas toujours disponible sur les emballages, notamment sur Internet. De plus, certaines recettes trouvées sur Internet peuvent se révéler dangereuses. Sur 4 millions de recettes réalisées par les clients d'Aroma-Zone en 2016, Aroma-Zone aurait communiqué 24 cas d’effets indésirables.